# Trinidad imposible

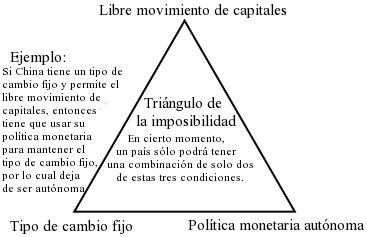
La Trinidad imposible

La Trinidad imposible (también conocida como la Trinidad irreconciliable, el Triángulo de la imposibilidad, o el trilema monetario) es un trilema de la economía internacional que sugiere que es imposible obtener al mismo tiempo los tres siguientes objetivos:
- Un tipo de cambio fijo.
- Libre movimiento de capitales (ausencia de controles de capital).
- Una política monetaria autónoma.

Es una hipótesis basada en el modelo IS-LM que ha sido ampliada para incluir un componente de la balanza de pagos, y que ha sido verificada empíricamente por gobiernos que han intentado perseguir simultáneamente los tres objetivos y siempre han fracasado en sus intentos. El concepto fue desarrollado por Mundell-Fleming en distintos artículos durante los años sesenta.

## Derivación teórica
El modelo formal en el que se basa esta hipótesis es el modelo Mundell-Fleming, desarrollado en la década de 1960 por Robert Mundell y Marcus Fleming. La idea de la trinidad imposible pasó de ser una curiosidad teórica a convertirse en un fundamento macroeconómico de la economía abierta en la década de 1980, momento en el cual los controles de capital habían fracasado en muchos países, y los conflictos entre el tipo de cambio fijo y la autonomía de la política monetaria eran visibles. Si bien una versión de la trinidad imposible se centra en el caso extremo — con un tipo de cambio perfectamente fijo y una cuenta de capital absolutamente abierta, un país no tiene absolutamente ninguna política monetaria autónoma — el mundo real ha lanzado ejemplos repetidos en donde si los controles de capital se flexibilizan, el resultado es una mayor rigidez del tipo de cambio y una menor autonomía de la política monetaria el trilema se cumple.

## Ejemplos del mundo real
En el mundo moderno, dado el crecimiento del comercio en bienes y servicios y especialmente, el rápido ritmo de la innovación financiera, a menudo los controles de capital son fácilmente evadidos. Además, los controles de capital introducen numerosas distorsiones en el mercado. Por lo tanto, son pocos los países importantes con un sistema eficaz de controles de capital, aunque a principios de 2010 ha habido un movimiento entre los economistas, legisladores y el FMI en favor de su uso limitado. A falta de controles efectivos sobre la libre circulación de capitales, la trinidad imposible afirma que un país tiene que escoger entre una reducción de la volatilidad monetaria y aplicar una política monetaria estabilizadora; no puede hacer ambas cosas. Tal como señala Paul Krugman:

El punto es que no se puede tener todo: un país debe elegir dos de cada tres. Puede fijar su tipo de cambio sin debilitar a su banco central, pero sólo mediante el mantenimiento de controles sobre los flujos de capital (como el de hoy en China) puede permitir la libre movilidad de capitales manteniendo la autonomía monetaria, pero sólo a expensas de dejar que el tipo de cambio fluctúe (como Gran Bretaña - o Canadá), o puede optar por permitir el libre movimiento de capitales y estabilizar la moneda, pero sólo optando por el abandono de cualquier posibilidad de ajustar las tasas de interés para combatir la inflación o la recesión (como la Argentina de 1999, o la mayoría de Europa).

Los economistas Michael C. Burda y Charles Wyplosz ofrecen una ilustración de lo que puede suceder si un gobierno trata de perseguir los tres objetivos a la vez. Para empezar se plantea un país con un tipo de cambio fijo en equilibrio con respecto a los flujos de capital, así como una política monetaria que está alineada con el mercado internacional. Sin embargo, el país adopta una política monetaria expansiva para tratar de estimular su economía doméstica. Esto implica un aumento de la oferta monetaria y una caída de la tasa de interés interna disponible del país. Debido a que la tasa de interés disponible a nivel internacional ajustada por las diferencias entre las divisas no ha cambiado, los agentes del mercado son capaces de obtener ganancias vendiendo la moneda interna e invirtiendo en otra divisas en el exterior — una forma de carry trade. 
Sin controles en el mercado de capital, los agentes actuarán en manada. El comercio implica la venta de la moneda interna obtenida a través de préstamos en el mercado de divisas con el fin de adquirir divisas y prestar en el extranjero - esta tendencia hace que el precio de las divisas caiga debido a la súbita oferta adicional. Debido a que el país tiene un tipo de cambio fijo, el banco central frenará cualquier tendencia al debilitamiento de su moneda, vendiendo activos externos —reservas internacionales— por moneda nacional. En el proceso modifica la política monetaria, ya que deberá vender activos externos hasta que su oferta monetaria haya vuelto al punto inicial antes de la expansión, de forma que la política monetaria deja de ser autónoma e impide que la moneda interna se devalúe, verificando así el paradigma que comprueba la trinidad imposible ante una expansión monetaria.